# Pierre Lambert (missionnaire)
Pour les articles homonymes, voir Pierre Lambert et Lambert.
Pierre Lambert (Queyrac, 27 juin 1822-Nouméa, 3 novembre 1903) est un missionnaire français, spécialiste de la Nouvelle-Calédonie, généralement appelé Père Lambert.

## Biographie
Orphelin dès son jeune âge, recueilli par une de ses tantes, il est ordonné prêtre en juin 1852, il entre chez les maristes et débarque à Nouméa le 18 octobre 1855. Missionnaire et curé, il va parcourir en tous sens la Nouvelle-Calédonie pendant pratiquement cinquante ans. 
Fondateur de la mission des îles Belep (1856), il y vit jusqu'en 1863 puis est curé de Nouméa de 1863 à 1869. Aumônier du pénitencier de l'île Nou de 1869 à 1876, il réside à l'île des Pins de 1876 à 1889 et voyage en France en 1890 avec un autochtone pour intéresser sa hiérarchie et le public aux missions de l’Océanie.   
De retour à l'île des Pins où il demeure de 1890 à 1900, il termine sa carrière comme curé de Nouméa. 
Très estimé, ayant gagné la sympathie de tous, il laisse une œuvre scientifique primordiale en sciences naturelles et en ethnographie. Formé par Xavier Montrouzier, ses collections de coquillages et de minéraux sont conservées par les Muséums d'histoire naturelles de Bordeaux et de Paris. Il est considéré comme le fondateur des sciences de l'homme en Nouvelle-Calédonie. 

## Œuvres
- Ethnographie des Canaques de la tribu Bélep, 1876-1879
- Les hypogées de l'île des Pins (Nouvelle-Calédonie), 1893
- Mœurs et superstitions des Néo-Calédoniens, 1900, rééd., Nouméa, 1976